# Amblyterus cicatricosus
Amblyterus cicatricosus är en skalbaggsart som beskrevs av Leonard Gyllenhaal 1817. Amblyterus cicatricosus ingår i släktet Amblyterus och familjen Rutelidae. Inga underarter finns listade i Catalogue of Life.